# Jozef Hudec
Jozef Hudec [huděc] (1916 – ?) byl slovenský fotbalový záložník a reprezentant.

## Hráčská kariéra
Za války nastupoval ve slovenské lize za AC Považská Bystrica.

### Reprezentace
Jednou reprezentoval Slovensko, aniž by skóroval. Toto utkání se hrálo 27. srpna 1939 v Bratislavě, kde domácí zvítězili nad Německem 2:0 (poločas 1:0) – bylo to premiérové utkání slovenské fotbalové reprezentace.